# Hôtel de Bel-Air
Ne doit pas être confondu avec Hôtel Bel-Air.
L’hôtel de Bel-Air est un hôtel particulier situé à Laval, dans le département de la Mayenne.

## Histoire
L'hôtel de Bel-Air à Laval a été construit pour François Delauney vers 1780. Il achète pour 15 600 #, le 5 mars 1763, de Françoise Lemoine, veuve de René-François Moraine de La Motte, une maison toute meublée, rue des Curés à Laval. L'architecte est Pierre Pommeyrol. Des galeries souterraines et des grottes sont réalisées en 1786 par le maître-maçon René Meignan. Sur la façade ouest de l’hôtel, un médaillon est sculpté des initiales V.L.T. pour Vive La Toile. Il a voulu conserver le souvenir en faisant inscrire le nom de sa femme et le sien. Dans la maison, un dessus de porte représente, moûlé en plâtre, un vaisseau toutes voiles dehors, symbole de l'industrie qu'il avait importée à Laval.
La propriété est démembrée au cours du XIXe siècle par le percement de la rue Hoche et le lotissement de l'ancien jardin.
Régis-J. François Vaysse de Villiers indique au XIXe siècle dans Itinéraire descriptif de la France (1822), p. 297 que La maison de M. Delaunay est située d'une manière extrêmement agréable : son enclos embrasse à la fois le sommet et le pied, le flanc et les escarpements de la colline : le plateau est occupé par la maison du maître et ses jardins, par des plantations et des allées; le bas, par d'autres allées et un vaste tapis de prairies qui bordent la Mayenne. Sur les pentes qui occupent l'intervalle, sont encore des allées, mais plus variées et d'un ton plus agreste. Elles se développent en tous sens, au milieu des rochers, des mousses, des grottes et des fontaines, en un mot, de tout ce que la nature a de plus frais et de plus romantique. Les grottes se prolongent en galerie au travers des rochers schisteux qui règnent dans une partie de cette enceinte. Une d'entre elles est destinée aux tombeaux de famille. Elle me paraît heureuse l'idée de placer au milieu des ombrages silencieux au sein d'une grotte solitaire et de la nature les restes de ce qu'on eut de plus cher : le lieu même invite au recueillement à la mélancolie et aux larmes.